# Réacteur nucléaire Carem

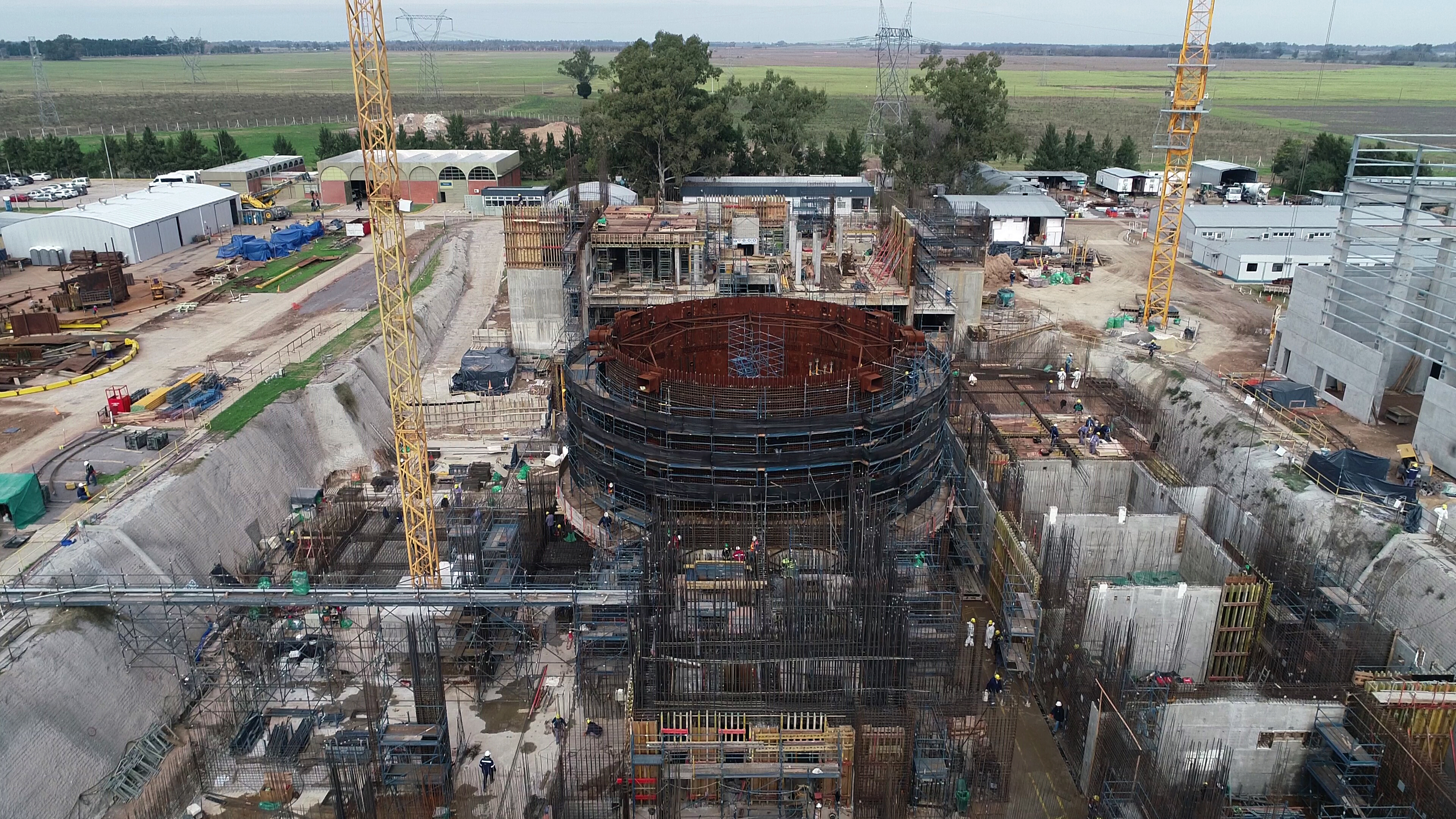
État de la construction de l'usine CAREM (juillet 2019)

Carem (Central ARgentina de Elementos Modulares) est un projet de réacteur nucléaire argentin, construit à proximité du site de la centrale nucléaire d'Atucha.
Le réacteur nucléaire CAREM est initialement développé par la Commission Nationale de l'Énergie Atomique (CNEA) et la société argentine INVAP pour équiper les sous-marins argentins de la classe TR 1700, mais le programme est arrêté à la fin des années 1980.
Le projet CAREM-25, premier réacteur nucléaire de conception argentine, a pour objectif de permettre à l'Argentine de participer à la compétition mondiale pour le marché des petits réacteurs modulaires. Le premier béton a été coulé en février 2014. Au moins 70 % des composants et des services seront fournis par des compagnies argentines. Des réacteurs CAREM de 120 MW sont prévus.
L'achèvement du chantier était initialement prévu pour 2017, mais il a pris du retard et a été suspendu en 2019 par Techint Engineering & Construction qui invoquait des retards de paiement du gouvernement, des modifications de la conception et la fourniture tardive de la documentation technique. Nucleoeléctrica Argentina S.A. (NA-SA), l'entreprise publique qui possède et exploite les deux centrales nucléaires argentines d'Atucha et d'Embalse, attribue cet arrêt à des « manquements de contractants » et a décidé le 17 avril 2020 de reprendre les travaux. La CNEA projette de construire un réacteur CAREM de 100 MW près de Formosa en Argentine et une version de 300 MW pour l'exportation. 